# Profesor Tutka i inne opowiadania
Profesor Tutka i inne opowiadania – zbiór krótkich aforystycznych opowiadań Jerzego Szaniawskiego opublikowany w 1954 roku.
Opowiadania ze zbioru nawiązujących do staropolskich facecji i gawęd. Niektóre były drukowane wcześniej na łamach prasy. Tytułowy bohater, profesor Tutka, przesiaduje w kawiarni (rzadziej w parku lub prywatnym mieszkaniu), wraz z przyjaciółmi - sędzią, radcą, rejentem, mecenasem i doktorem.
Zwykle jeden z rozmówców porusza jakiś temat - wtedy Tutka opowiada historie ze swojego życia, bardziej lub mniej luźno związaną z owym tematem. Jego opowieści nadają z pozoru banalnym historyjkom nieoczekiwane sensy.

## Zawartość zbioru[1]
- Profesor Tutka
  - Profesor Tutka wśród melomanów
  - Profesor Tutka a hasło „sztuka dla sztuki”
  - Profesor Tutka na małej stacji kolejowej
  - Profesor Tutka daje przykład opowiadania pogodnego
  - Okno
  - Przeczucie Profesora Tutki
  - Profesor Tutka o przywiązaniu do przeszłości
  - Profesor Tutka nie jest dzieckiem
  - Melonik Profesora Tutki
  - Profesor Tutka był dziennikarzem
  - O krótkowidzach
  - Opowiadanie „barwne”
  - Uprzejmość a hipokryzja
  - O dumie męskiej
  - W obronie powieściopisarza
  - Profesor Tutka o urokach cichej uliczki
  - Profesor Tutka poszedł na bal
  - O miłym staruszku
  - Profesor Tutka wyjaśnia sens tajemniczego rysunku
  - Profesor Tutka o kozach w Pacanowie
  - Profesor Tutka stara się być sprawiedliwy
  - Profesor Tutka jest człowiekiem skromnym
  - Wykład Profesora Tutki w wyższej szkole handlowej
  - Profesor Tutka znał rodzinę utalentowanych
  - Profesor Tutka i jego sobowtór
  - O kobiecie interesującej
  - Drażnienie zwierząt
  - Profesor Tutka znał człowieka „głębokiego”
  - Złote myśli
  - Profesor Tutka z wizytą u wiedźmy
  - Gwiazdy nad apteką
  - Śnieg przeszłoroczny
  - Pożegnanie Profesora Tutki
- Jedenaście opowiadań
  - Dom
  - Okaryna
  - Śmieszny jeździec
  - „Statek odpływa do Singapore”
  - Wieczór wiosenny
  - Bliźni
  - O człowieku wrażliwym na krytykę
  - Typ
  - Dziewczę z miasta
  - W wagonie
  - Słoń
- Łgarze pod „Złotą kotwicą”
  - Łgarze pod „Złotą kotwicą”
  - Klerycy
  - Ogród na wydmie
  - Przy fortepianie
  - Przygoda odmłodzonych
  - Słońce w pudełeczku
  - Brzozowa aleja
  - Mistrz i uczeń
  - Jak zegary
  - Kubek
  - Lunapark
  - Uśmiechnięte siostry